# 인터내셔널 데이터 코퍼레이션
인터내셔널 데이터 코퍼레이션(International Data Corporation, IDC)은 미국의 IT 및 통신, 컨수머 테크놀로지 부문 시장조사 및 컨설팅 기관이다. 1964년 패트릭 맥거번(Patrick Joseph McGovern) 등이 설립했다. IDC는 전 세계 110여개 국가에 1,100명 이상의 시장 분석 전문가를 두고 있다. IDC는 테크놀로지 부문의 미디어 및 리서치, 이벤트 그룹인 IDG의 자회사이다. 본사는 미국 매사추세츠주에 있다.
한국IDC는 1997년 IDC의 현지 법인으로 설립된 이후 해외 및 국내 시장 정보를 조사하여 제공한다. 정규 리서치 서비스에서부터 커스텀 컨설팅, 이벤트를 포함한 마케팅 솔루션에 이르는 종합적인 어드바이저리 서비스를 제공한다.